# Anya Ayoung-Chee
Anya Anya Ayoung-Chee (Port of Spain, 17 ottobre 1981) è una modella trinidadiana di origini cinesi, vincitrice del concorso Miss Universo Trinidad e Tobago nel 2008.

## Biografia
Ha studiato grafica e design degli interni a Londra.
Successivamente la modella ha partecipato a Miss Universo 2008 che si è tenuta presso il Crown Convention Center nel Diamond Bay Resort, a Nha Trang in Vietnam il 14 luglio 2008. Anya Ayoung-Chee tuttavia non è riuscita a classificarsi nella rosa delle finaliste del concorso, che alla fine è stato vinto dalla venezuelana Dayana Mendoza.
In seguito Anya Ayoung-Chee è stata una concorrente della nona edizione del talent show statunitense Project Runway, ed il 27 ottobre 2011 ne è stata eletta vincitrice. Anya ha ricevuto in premio un contratto da L'Oreal per lanciare una sua linea, oltre a vari lavori per HP ed Intel ed un servizio su Marie Claire.